# Plessix-Balisson
Plessix-Balisson è un comune francese di 92 abitanti situato nel dipartimento delle Côtes-d'Armor nella regione della Bretagna.
È un'enclave nel comune di Ploubalay.

## Società

### Evoluzione demografica
Abitanti censiti